# Georgios Samaras
Georgios Samaras (în greacă Γεώργιος Σαμαράς; n. 21 februarie 1985) este un fotbalist grec care evoluează la clubul arab Al-Hilal.
Samaras a reprezentat Grecia la două Campionate Europene și la două Campionate Mondiale de Fotbal.

## Statistici carieră

### Club
La 14 mai 2014.
|                 |                |               | Campionat | Cupă   | Cupă         | Cupa Ligii   | Cupa Ligii | Continental | Continental | Total  | Total   |        |
| Club            | Campionat      | Sezon         | Meciuri   | Goluri | Meciuri      | Goluri       | Meciuri    | Goluri      | Meciuri     | Goluri | Meciuri | Goluri |
| Netherlands     | Netherlands    | Netherlands   | League    | League | KNVB Cup     | KNVB Cup     | —          | —           | Europe      | Europe | Total   | Total  |
| --------------- | -------------- | ------------- | --------- | ------ | ------------ | ------------ | ---------- | ----------- | ----------- | ------ | ------- | ------ |
| Heerenveen      | Eredivisie     | 2002–03       | 15        | 4      | 1            | 1            | —          | —           | —           | —      | 16      | 5      |
| Heerenveen      | Eredivisie     | 2003–04       | 27        | 4      | 3            | 0            | —          | —           | 6           | 1      | 36      | 5      |
| Heerenveen      | Eredivisie     | 2004–05       | 31        | 11     | 1            | 0            | —          | —           | 5           | 0      | 37      | 11     |
| Heerenveen      | Eredivisie     | 2005–06       | 15        | 6      | 1            | 1            | —          | —           | 5           | 2      | 21      | 9      |
| England         | England        | England       | League    | League | FA Cup       | FA Cup       | League Cup | League Cup  | Europe      | Europe | Total   | Total  |
| Manchester City | Premier League | 2005–06       | 14        | 4      | 2            | 1            | 0          | 0           | 0           | 0      | 16      | 5      |
| Manchester City | Premier League | 2006–07       | 35        | 4      | 5            | 1            | 1          | 1           | 0           | 0      | 41      | 6      |
| Manchester City | Premier League | 2007–08       | 5         | 0      | 0            | 0            | 2          | 1           | 0           | 0      | 7       | 1      |
| Scotland        | Scotland       | Scotland      | League    | League | Scottish Cup | Scottish Cup | League Cup | League Cup  | Europe      | Europe | Total   | Total  |
| Celtic          | Premier League | 2007–08       | 16        | 5      | 3            | 1            | 0          | 0           | 2           | 0      | 21      | 6      |
| Celtic          | Premier League | 2008–09       | 31        | 15     | 2            | 0            | 3          | 2           | 4           | 0      | 40      | 17     |
| Celtic          | Premier League | 2009–10       | 32        | 10     | 2            | 0            | 1          | 0           | 8           | 3      | 43      | 13     |
| Celtic          | Premier League | 2010–11       | 22        | 3      | 5            | 0            | 3          | 3           | 4           | 1      | 34      | 7      |
| Celtic          | Premier League | 2011–12       | 26        | 4      | 4            | 2            | 1          | 0           | 7           | 0      | 38      | 6      |
| Celtic          | Premier League | 2012–13       | 25        | 9      | 4            | 0            | 1          | 0           | 10          | 5      | 40      | 14     |
| Celtic          | Premiership    | 2013–14       | 19        | 7      | 1            | 0            | 0          | 0           | 12          | 4      | 32      | 11     |
| Total           | Netherlands    | Netherlands   | 88        | 25     | 6            | 2            | —          | —           | 16          | 3      | 110     | 30     |
| Total           | Anglia         | Anglia        | 54        | 8      | 7            | 2            | 3          | 2           | 0           | 0      | 64      | 12     |
| Total           | Scoția         | Scoția        | 171       | 53     | 21           | 3            | 9          | 5           | 47          | 13     | 248     | 74     |
| Total           | Total carieră  | Total carieră | 313       | 85     | 34           | 7            | 12         | 7           | 63          | 16     | 422     | 116    |

- 1.^Includes league play-offs for spots in UEFA competitions and relegation/promotion play-offs
- 2.^Includes FA Community Shield
- 3.^There is currently no other competition for Scottish professional football clubs

### Internațional
La 14 iunie 2014.
| Națională | An    | Meciuri | Goluri |
| --------- | ----- | ------- | ------ |
| Grecia    | 2006  | 7       | 3      |
| Grecia    | 2007  | 7       | 0      |
| Grecia    | 2008  | 8       | 0      |
| Grecia    | 2009  | 9       | 2      |
| Grecia    | 2010  | 12      | 1      |
| Grecia    | 2011  | 8       | 1      |
| Grecia    | 2012  | 12      | 1      |
| Grecia    | 2013  | 7       | 0      |
| Grecia    | 2014  | 5       | 0      |
| Total     | Total | 75      | 8      |

### Goluri internaționale
| #  | Data              | Stadion                        | Oponent               | Scor | Rezultat | Competiția                                             |
| -- | ----------------- | ------------------------------ | --------------------- | ---- | -------- | ------------------------------------------------------ |
| 1. | 28 februarie 2006 | Stadionul Tsirion, Limassol    | Belarus               | 1–0  | 1–0      | Meci amical                                            |
| 2. | 1 martie 2006     | GSP Stadium, Nicosia           | Kazahstan             | 2–0  | 2–0      | Meci amical                                            |
| 3. | 11 octombrie 2006 | Bilino Polje, Zenica           | Bosnia și Herțegovina | 2–0  | 4–0      | Preliminariile Campionatului European de Fotbal 2008   |
| 4. | 1 aprilie 2009    | Stadionul Pankritio, Heraklion | Israel                | 2–1  | 2–1      | Calificările pentru Campionatul Mondial de Fotbal 2010 |
| 5. | 10 octombrie 2009 | Stadionul Olimpic, Atena       | Letonia               | 4–2  | 5–2      | Calificările pentru Campionatul Mondial de Fotbal 2010 |
| 6. | 17 noiembrie 2010 | Ernst-Happel-Stadion, Viena    | Austria               | 1–0  | 2–1      | Meci amical                                            |
| 7. | 7 octombrie 2011  | Karaiskakis Stadium, Piraeus   | Croația               | 1–0  | 2–0      | Preliminariile Campionatului European de Fotbal 2012   |
| 8. | 22 iunie 2012     | PGE Arena‚ Gdańsk              | Germania              | 1–1  | 2–4      | Euro 2012                                              |

## Palmares

### Club
Celtic
- Scottish Premier League (4): 2007–08, 2011–12, 2012–13, 2013–14
- Scottish Cup (2): 2010–11, 2012–13
- Scottish League Cup (1): 2008–09

### Individual
- SPL Player of the Month
  - Winner: septembrie 2008[14]
  - Winner: Celtic Supporters' Player of the Year 2012/13[15]